# Васинский, Александр Иванович
Александр Иванович Васинский (2 марта 1935 — 24 августа 2003) — журналист газеты «Известия», публицист, автор очерков социальной тематики и интервью, писатель, прозаик, кинодраматург, представитель шестидесятников.
Автор сценария художественного фильма «Влюблён по собственному желанию» (1982 г.), участвовал в создании сценария фильма «Разборчивый жених» (1993 г.).

## Книги
«Будьте добры». Москва, Политиздат, 1981.
«Природа в мире человека» Москва, Политиздат, 1985
«Выбираю свободную тему» — М. : Мол. гвардия, 1988.
«Сады Приапа, или Необыкновенная история величайшего любовника века», Москва, «Терра», 2000 г..
Умер от рака в московском хосписе. Похоронен на кладбище посёлка Щапово Подольского района Московской области.